# Bahnstrecke Litovel předměstí–Mladeč
| Kursbuchstrecke (SŽ): | 308                  |                                                   |                                                   |
| Streckenlänge: | 5,730 km             |                                                   |                                                   |
| Spurweite: | 1435 mm (Normalspur) |                                                   |                                                   |
| Streckengeschwindigkeit: | 60 km/h              |                                                   |                                                   |
| |                      |                                                   |                                                   |
| \| \| \| von Litovel (vorm. LB Littau–Groß Senitz) \| \| \| \| 0,000 \| Litovel předměstí \| Litovel předměstí \| \| \| \| nach Senice na Hané (vorm. LB Littau–Groß Senitz) \| \| \| \| 2,572 \| Chudobín \| Chudobín \| \| \| 4,753 \| Mladeč jeskyně \| Mladeč jeskyně \| \| \| 5,730 \| Mladeč \| Mladeč \| |                      |                                                   |                                                   |
| Strecke |                      | von Litovel (vorm. LB Littau–Groß Senitz)         | von Litovel (vorm. LB Littau–Groß Senitz)         |
| Bahnhof | 0,000                | Litovel předměstí                                 | Litovel předměstí                                 |
| Abzweig geradeaus und nach links |                      | nach Senice na Hané (vorm. LB Littau–Groß Senitz) | nach Senice na Hané (vorm. LB Littau–Groß Senitz) |
| Haltepunkt / Haltestelle | 2,572                | Chudobín                                          | Chudobín                                          |
| Haltepunkt / Haltestelle | 4,753                | Mladeč jeskyně                                    | Mladeč jeskyně                                    |
| Kopfbahnhof Streckenende | 5,730                | Mladeč                                            | Mladeč                                            |

Die Bahnstrecke Litovel předměstí–Mladeč ist eine regionale Eisenbahnverbindung in Tschechien, die ursprünglich als Teil der staatlich garantierten Lokalbahn Littau–Groß Senitz erbaut und betrieben wurde. Sie verläuft von Litovel (Littau) nach Mladeč (Lautsch).
Nach einem Erlass der tschechischen Regierung ist die Strecke seit dem 20. Dezember 1995 als regionale Bahn („regionální dráha“) klassifiziert.

## Geschichte
Die Konzession für die Lokalbahn Littau–Groß Senitz mit einer Abzweigung zu den Steinbrüchen in Lautsch wurde am 31. Dezember 1913 erteilt.  Teil der Konzession war die Verpflichtung, die Strecken innerhalb eines Jahres „zu vollenden und dem öffentlichen Verkehre zu übergeben“. Ausgestellt war die Konzession bis zum 31. Dezember 2003. Eröffnet wurde die Strecke am 1. August 1914. Den Betrieb führten die k.k. Staatsbahnen (kkStB) für Rechnung der Eigentümer mit deren Betriebsmitteln aus. 
Nach dem Zerfall Österreich-Ungarns im Oktober 1918 ging die Betriebsführung an die neu gegründeten Tschechoslowakischen Staatsbahnen (ČSD) über. Der Fahrplan von 1921 verzeichnete drei gemischte Zugpaare 2. und 3. Klasse. Sie benötigten für die sechs Kilometer lange Strecke 17 Minuten. Ein weiteres Zugpaar diente an Sonn- und Feiertagen dem Touristenverkehr.
Mit der Verstaatlichung der Lokalbahngesellschaft zum 1. Jänner 1925 gehört dann auch die Infrastruktur zum Netz der ČSD. Mitte der 1930er Jahre wurde der Reiseverkehr schließlich zugunsten einer Autobuslinie eingestellt.
Im Zweiten Weltkrieg lag die Strecke zur Gänze im Protektorat Böhmen und Mähren. Betreiber waren jetzt die Protektoratsbahnen Böhmen und Mähren (ČMD-BMB). Am 9. Mai 1945 kam die Strecke wieder vollständig zu den ČSD.
Ende der 1940er Jahre wurde der Reiseverkehr wieder aufgenommen. Der Fahrplan von 1949 verzeichnete bis zu sechs Zugpaare täglich, die überwiegend als Motorzug gefahren wurden.
Am 1. Januar 1993 ging die Strecke im Zuge der Auflösung der Tschechoslowakei an die neu gegründeten České dráhy (ČD) über. Seit 2003 gehört sie zum Netz des staatlichen Infrastrukturbetreibers Správa železniční dopravní cesty (SŽDC).
In den 1990er Jahren wurde der Reiseverkehr schließlich nur noch an den Wochenenden betrieben, am 24. Mai 1998 wurde er schließlich ganz eingestellt. Kurios war das Angebot der ČD, Züge bei Bedarf fahren zu lassen, wenn mindestens 40 Fahrkarten gekauft wurden. Dieses Angebot wurde als „železniční taxi“ (Bahn-Taxi) beworben. Von 2007 bis 2010 gab es noch einmal planmäßigen Reiseverkehr an den Wochenenden im Sommer. Seitdem diente die Strecke nur noch dem Güterverkehr für das Kalkwerk Mladeč (Vápenka Vitoul s.r.o.). Betrieblich wurde die Strecke zur Schleppbahn („vlečka“) abgestuft.
Seit dem Jahr 2012 bestellt der zuständige ÖPNV-Aufgabenträger Olomoucký kraj wieder planmäßigen Reisezugverkehr während der Touristensaison im Sommer. Im Jahresfahrplan 2013 wird die Strecke zwischen 1. Juni und 29. September an Samstagen, Sonntagen und Feiertagen mit jeweils vier Reisezugpaaren bedient.